# Les Mercenaires de la violence
Pour plus de détails, voir Fiche technique et Distribution.
Les Mercenaires de la violence (Die große Treibjagd) est un film d'aventures hispano-italo-ouest-allemand réalisé par Mel Welles et sorti en 1968.

## Synopsis
Après avoir servi pendant la crise congolaise, deux compagnons d'armes mercenaires partent chacun de leur côté vers de nouvelles missions. Mark Anderson s'envole pour Rio de Janeiro où il est engagé pour protéger des saboteurs les mines de minerais dans l'intérieur des terres brésiliennes. Il découvre bientôt que les saboteurs ont engagé son ami. 

## Fiche technique
- Titre français : Les Mercenaires de la violence[1]
- Titre original allemand : Die große Treibjagd[2]
- Titre italien : L'ultimo mercenario[3]
- Titre espagnol : El mercenario[4]
- Réalisateur : Mel Welles (sous le nom de « Dieter Müller »)
- Scénario : Ricardo Ferrer, Julio Salvador, Manfred R. Köhler
- Photographie : Juan Gelpí (de), José Climent
- Montage : Edith Schumann, Hans Zeiler
- Musique : Bruno Nicolai
- Production : Ludwig Waldleitner, Jorge Ferrer, Pier Luigi Torri
- Société de production : Roxy Film (Munich), Protor Films (Rome), Órbita Films (Paris)
- Pays de production :  Allemagne de l'Ouest -  Italie -  Espagne
- Langue originale : allemand
- Format : Couleurs par Technicolor - 2,35:1 - Son mono - 35 mm
- Durée : 90 minutes
- Genre : action / aventures
- Dates de sortie :
  - Allemagne de l'Ouest : 27 décembre 1968
  - Espagne : 7 février 1969
  - Italie : 24 mars 1969
  - France : 24 juin 1970

## Distribution
- Ray Danton : Mark / Marco Anderson
- Pascale Petit : Maria
- Günther Stoll : l'homme en noir
- George Rigaud : Manuel de Lagos
- Inma de Santis (en) : Isabel
- Vicente Roca : Gomez
- Carl Möhner : Steinmann
- Piero Sciumè : Felipe
- Salvo Basile : Contremaître de la mine
- Mel Welles : le chef des saboteurs